# 交野山
交野山（こうのさん）は、大阪府交野市倉治に位置する山である。

## 概要
頂上に観音岩と呼ばれる巨岩が一つそびえる珍しい山。生駒山地の北端にあり、巨岩の上からは大阪・京都方面を一望できる。夜に登れば美しい夜景を見ることができるが岩の先は崖になっており危険である。また関西文化学術研究都市の地域にも含まれている。交野市の象徴的な山であり、巨岩の西側（大阪方面）には梵語が刻まれている。健康のために毎朝登頂するハイカーもいる。
山中にある白旗池のほとりには、交野市いきものふれあいセンターが設置されており、自然観察や環境学習の拠点として利用されている。
東側は山を切り開いてゴルフ場（交野カントリー倶楽部）が作られており、東側の自然景観は失われている。登山道はコースによっては頂上付近で途切れて一部ゴルフ場の専用道を通るところもある。